# Разварня
Разварня́ — река в Московской области России, левый приток Гряды. Длина реки составляет 19 км, площадь водосборного бассейна — 74,7 км².
Берёт начало в городском округе Истра. Исток расположен в лесах примерно в 2 км к востоку от хутора Фёдоровка. Течёт на юг, пересекает пути Рижского направления Московской железной дороги, Волоколамское и Новорижское шоссе. Вдоль течения реки расположены следующие населённые пункты Деньково, Давыдково, Гребеньки и Колшино. Впадает в Гряду в 3,4 км от её устья, у деревни Ивойлово Рузского городского округа.
По данным Государственного водного реестра России, относится к Окскому бассейновому округу. Речной бассейн — Ока, речной подбассейн — бассейны притоков Оки до впадения Мокши, водохозяйственный участок — Озерна от истока до Озернинского гидроузла.